# Potássio-40
O potássio-40 (40K) é um isótopo radioativo de potássio que tem uma meia-vida de 1,248 × 109 anos.
O potássio-40 é um raro exemplo de um isótopo que sofre todos os três tipos de decaimento beta. Cerca de 89,28% do tempo, ele decai para o cálcio-40 (40Ca), com emissão de partículas beta (β-, um elétron), com um máximo de energia em 1,33 MeV, e um antineutrino.
Cerca de 10,72% do tempo ele decai para o argônio-40 (40Ar), por captura de electrões, com a emissão de 1.460 MeV de raios gama e um neutrino. Muito raramente (0,001% do tempo) que irá decair para 40Ar, emitindo um pósitron (β +) e um neutrino.